# Consejo Nacional de Previsión Social
El Consejo Nacional de Previsión Social es un organismo creado el 25 de abril de 1944 mediante Decreto Ley N° 10.424 del Presidente de la República Argentina cuya función sería la “estudiar y proyectar la unificación de los distintos regímenes legales existentes”, debiéndose fijar para ello un plan de trabajo que incluyera “ámbitos de validez, régimen financiero, determinación y aplicación de prestaciones, organización administrativa y sistematización procesal del régimen previsional”.[cita requerida]

## Desarrollo
De las seis Cajas intervenidas, la de Empleados Civiles y la de Empleados Ferroviarios eran las de mayor importancia numérica y las que contaban con el mayor volumen de capital financiero existente en las Cajas y en este sentido las que contaban con mayor capacidad o recursos de poder para presionar e incidir en las nuevas reformas del sistema.[cita requerida]
Ramón J. Cárcano, quien se había desempeñado antes del golpe del 4 de junio como presidente de la Caja Nacional de Jubilaciones y Pensiones Civiles[cita requerida] fue designado presidente del CNPS. De esta manera uno de los representantes de una de las Cajas más significativas en términos de afiliados y capital financiero estaría a cargo del nuevo Consejo para la fijación del plan de trabajo a desarrollar en el mediano plazo.[cita requerida]